# Fraga (Huesca)
Fraga es un municipio y ciudad española del sureste de la provincia de Huesca, en la comunidad autónoma de Aragón. Ubicada en el último tramo del valle del río Cinca, es cabeza de partido judicial y capital de la comarca del Bajo Cinca. El término municipal cuenta con 15 250 habitantes (INE 2021).

## Geografía

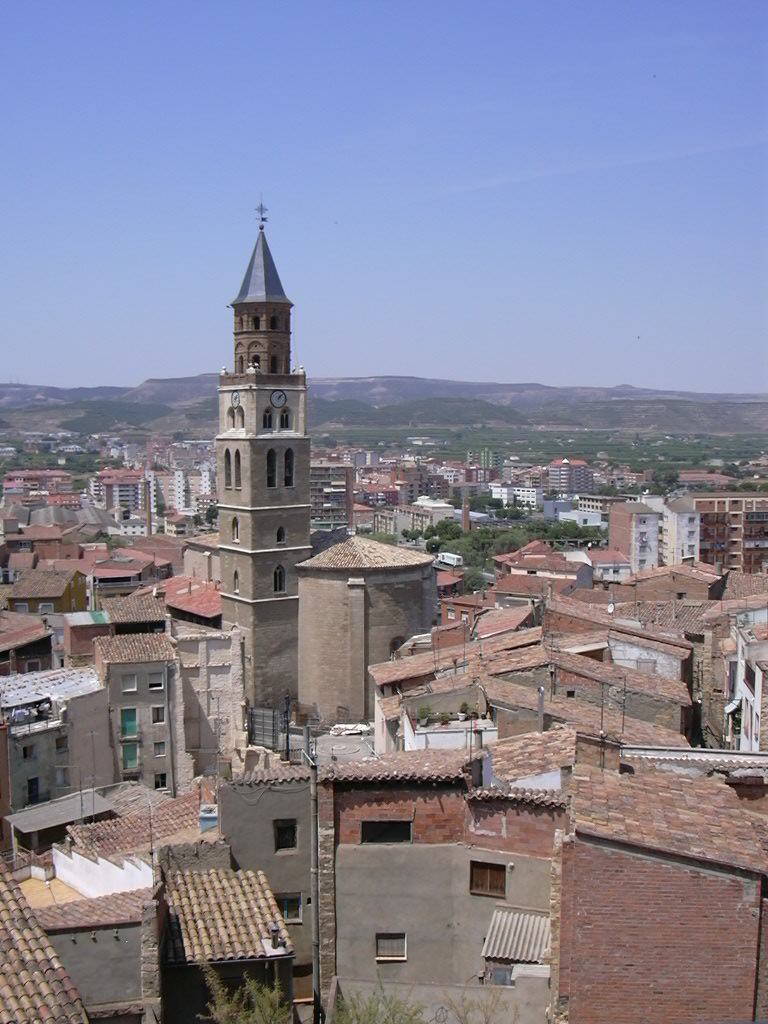
Iglesia parroquial de San Pedro en el Casco Viejo, el Barrio Nuevo al fondo

Integrado en la comarca de Bajo Cinca, de la que ejerce de capital, se sitúa a 103 kilómetros de la capital provincial. Es uno de los mayores términos municipales de España por su extensión. Tiene un clima mediterráneo-continental con temperaturas medias anuales de 14,7 °C y medias de precipitación de 384 mm, recogidos en primavera y, sobre todo, en otoño.
El término municipal está atravesado por la autopista de peaje AP-2, por la carretera N-2 entre los pK 415 y 443 (en el pK 432 pasa de nuevo a ser la autovía del Nordeste A-2), por la carretera nacional N-211, que permite la comunicación con Mequinenza y Caspe, por la carretera autonómica A-131, que permite la comunicación con Huesca, y por la carretera autonómica A-242 que llega al límite provincial con Lérida en el trayecto hacia Serós. 
El relieve del extenso término municipal presenta dos zonas bien diferenciadas. Al oeste se extiende una amplia llanura que supone la transición con la árida comarca de Los Monegros, conocida como Llanos de las Menorcas y Llanos de Cardiel. Por el este se extiende el fértil valle del río Cinca que excava terrazas fluviales a ambos lados de su cauce. Por el sur, el río Ebro, que represa sus aguas en el embalse de Mequinenza, hace de límite con dicho municipio. Al suroeste, la Serreta Negra ocupa el espacio que lo separa de Caspe. La altitud del municipio oscila entre los 394 m en la Serreta Negra (El Sable) y los 90 m en la ribera del río Cinca. La ciudad se alza a 120 m sobre el nivel del mar. 
| Noroeste: Ballobar         | Norte: Ballobar, Velilla de Cinca y Zaidín     | Noreste: Alcarrás (Lérida)                                       |
| Oeste: Candasnos y Peñalba |                                                | Este: Soses (Lérida)                                             |
| Suroeste: Caspe (Zaragoza) | Sur: Mequinenza (Zaragoza) y Torrente de Cinca | Sureste: Aitona (Lérida), Serós (Lérida) y Masalcorreig (Lérida) |

### Barrios
La ciudad se divide en dos partes: "Fraga", "Fraga la Vieja" o "El casco" que corresponde al casco histórico y "Las Afueras" o "Fraga la Nueva" que corresponde a la parte construida a partir de la mitad del siglo XX; divididas por el río Cinca y unidas por dos puentes. Existen además dos barrios periféricos: Miralsot (unos 210 vecinos) y Litera (unos 150 vecinos), en el que se ha construido un polígono industrial, la Plataforma Logística de Fraga, y San Simón un barrio en el extremo de Fraga nueva al lado del cuartel de la guardia civil.

## Historia

### Prehistoria y Antigüedad
Se cree que la ciudad tiene origen prerromano, pero no hay pruebas fehacientes de ello. En las cercanías se han encontrado numerosos restos arqueológicos.

#### Edad del Bronce
El yacimiento más antiguo es el del Barranco de Monreal, de entre el 1800 a. C. y el 1500 a. C.
Del bronce medio es el yacimiento de Punta Farisa, destruido en parte en la construcción de un camino. También son del bronce medio los inicios del yacimiento de Masada del Ratón, cercano al anterior. En ambos han aparecido cerámicas, elementos líticos y moldes de fundición para hachas y puntas de flecha.
Del bronce final son las capas superiores del yacimiento de Masada del Ratón, el yacimiento de Zafranales, a pocos metros del casco urbano y el de El Puntal, poblado en alto que se extiende por la ladera desde la que se domina la llanura de la Litera. Los restos de cerámica relacionan los asentamientos con la cultura de los campos de urnas.

#### Edad del Hierro
De esta época no hay yacimientos estudiados en profundidad, aunque existen diversos indicios de poblamiento. No se conocen las causas de esta laguna, que puede ser debido a una disminución en la población por causas desconocidas o bien porque los poblados íberos se construyeron sobre los asentamientos del hierro.

#### Íberos
El ibérico pleno se desarrolla en la zona a partir del año 400 a. C., a partir de la cultura de los campos de urnas. Se han encontrado diversos yacimientos en la comarca, como los del castillo de Chalamera, El Vedat de San Simón, La Noria, o Punta Calvari.
El más destacado es el de El Pilaret de Santa Quiteria, que se encuentra a pocos kilómetros de la ciudad. El poblado comenzó su andadura en las últimas décadas del siglo V a. C. y sobrevivió hasta época romana, en la que se supone que sirvió de base para una villa. A destacar una lápida encontrada por José Salarrullana de Dios en 1894 con una inscripción íbera:

aloŕiltu

i.belaśbais

ereban.keltaŕ

erkeryi.aye

teikeoen.ery

i

de la que se desconoce el paradero. Luis Silgo Gauche intentó en el 2003 una traducción como: «Aloŕiltu hijo de Belaśbaiser, hic situs est».
Fraga perteneció en época íbera al territorio ilergete.

#### Época romana

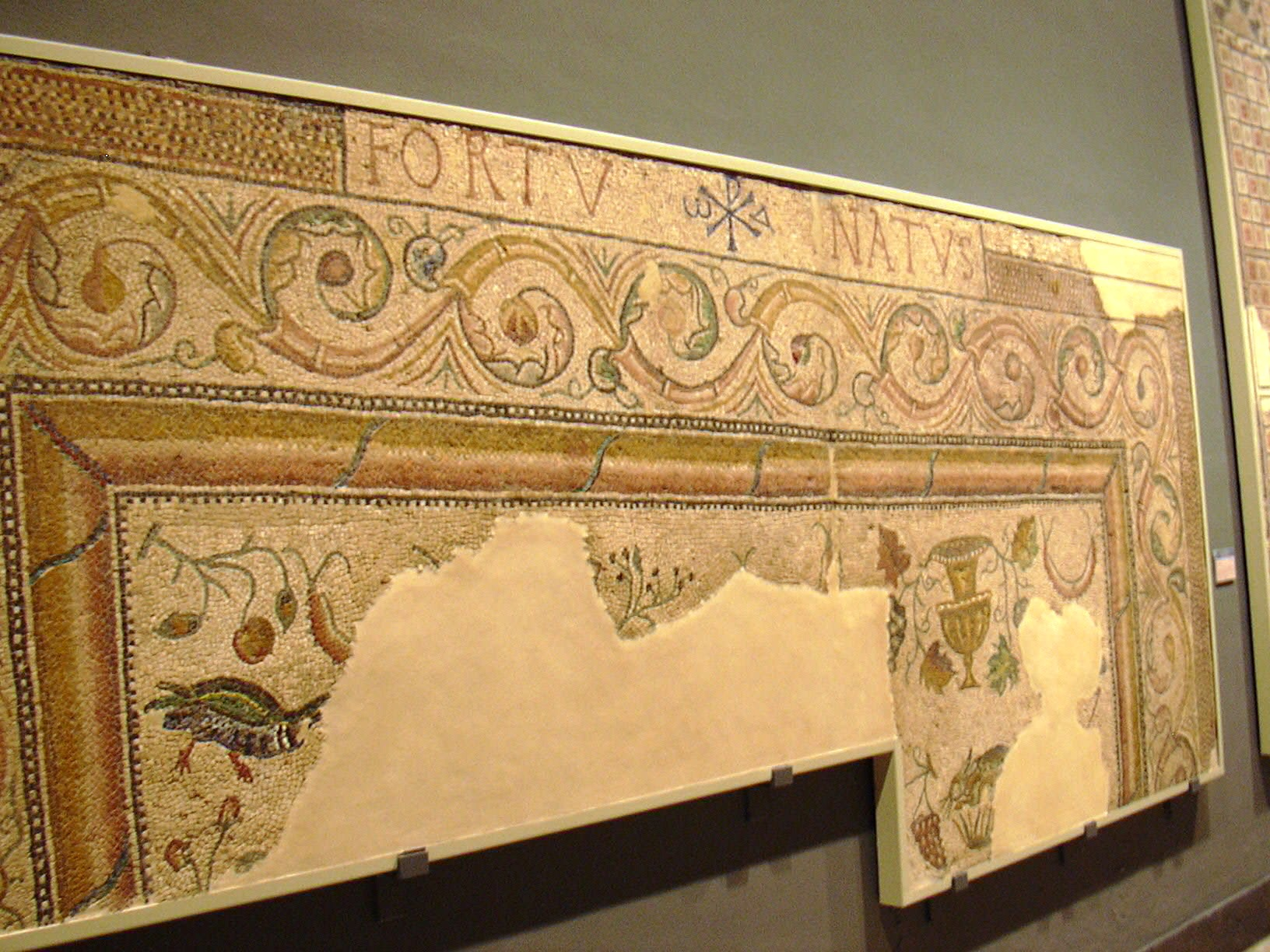
Uno de los mosaicos romanos encontrados en Villa Fortunatus, de donde procede el nombre. (Museo de Zaragoza)

No se tienen noticias concretas de las vicisitudes de la ciudad en época romana. Se supone que, al igual que el resto del territorio ilergete, compartiría la suerte de Ilerda en la romanización: participación en las guerras púnicas como aliados de Cartago, rebelión contra los romanos de Indíbil y conquista definitiva por los ejércitos romanos hacia el 205 a. C.
En época romana el área perteneció junto a Ilerda al convento de Caesaraugusta, dentro de la provincia de Tarraco. La ciudad se encuentra en la vía de Ilerda a Celsa, en el punto en el que el camino cruza el Cinca. El Cinca, al igual que el Ebro, eran navegables, con lo que el asentamiento representaría un cruce de rutas entre las fluviales y las calzadas. Es decir, por vía fluvial las comunicaciones serían a Caesaraugusta (Zaragoza), Tolous (Nuestra Señora de la Alegría, Monzón), Ilerda (Lérida) y Dertosa (Tortosa) y por vía terrestre a Celsa (y desde allí a Caesaraugusta) y a Ilerda (y desde allí a Tarraco (Tarragona) y a Roma).
No se han encontrado restos de la ciudad romana. Sin embargo a pocos kilómetros de la ciudad se pueden visitar las ruinas de una extensa villa del siglo II, llamada Villa Fortunatus. Aunque no debió ser el centro romano más importante de la zona, en la villa se han encontrado algunos de los mosaicos más hermosos de Aragón. Actualmente se encuentran dispersos en museos de Zaragoza y Barcelona, aunque los más sencillos se conserven en el lugar. También se encontraron algunas estatuas, una de las cuales, un niño montando a un delfín, se puede admirar en el museo de Huesca. El edificio continuará su actividad como basílica hasta el siglo V, ya en época visigoda.
Hay sospechas de que la ciudad de Gallica Flaouia mencionada por Ptolomeo es la ciudad de Fraga, aunque investigaciones recientes tienden a desmentirlo. Ptolomeo menciona la ciudad de Gallica Flaouia entre los Ilergetes a orillas del Cinca, pero la sitúa a 3 leguas al norte y 1 legua al oeste de Lérida.

### Medina Afraga
La ciudad musulmana de la Marca Superior (714) tuvo una relativa importancia, menor que la de Lérida, pero suficiente para ser nombrada por numerosos cronistas de la época. Cuenta Zakariya al-Qazwini (1203-1283): 

Fraga, ciudad de Al-Andalus, próxima a Lérida; hay en ella abundantes huertas, abundantes aguas, buenos edificios, y es tan hermosa en perspectiva, como buena en realidad... Está situada sobre el río de los olivos (río Cinca) y muy bien construida. Está provista de una fortaleza bien defendida e inaccesible y rodeada de numerosos huertos que no tienen igual...

También es citada en el Dikr bilad al-Andalus, una descripción anónima de al-Ándalus del siglo XIV. En esta época la población ya hacía mucho tiempo que había dejado de ser andalusí, aunque es probable que sus habitantes o parte de ellos siguieran siendo musulmanes (mudéjares):

Fraga es una de las capitales del oriente de al-Andalus, ciudad antigua y de remota fundación, sus habitantes son árabes de origen, pues en la época de la conquista se establecieron allí unas tribus yemeníes cuya descendencia continúa habitándola; son gente piadosa y de fe firme. Produce mucha miel y azafrán de calidad; en su territorio hay escarpadas montañas, castillos y gran cantidad de aldeas, cuyo número sobrepasa las tres mil; en todas ellas se realiza el sermón de los viernes.

El casco histórico es un típico ejemplo de ciudad árabe medieval, con su laberinto de estrechas callejuelas frescas en verano y protegidas del cierzo en invierno.

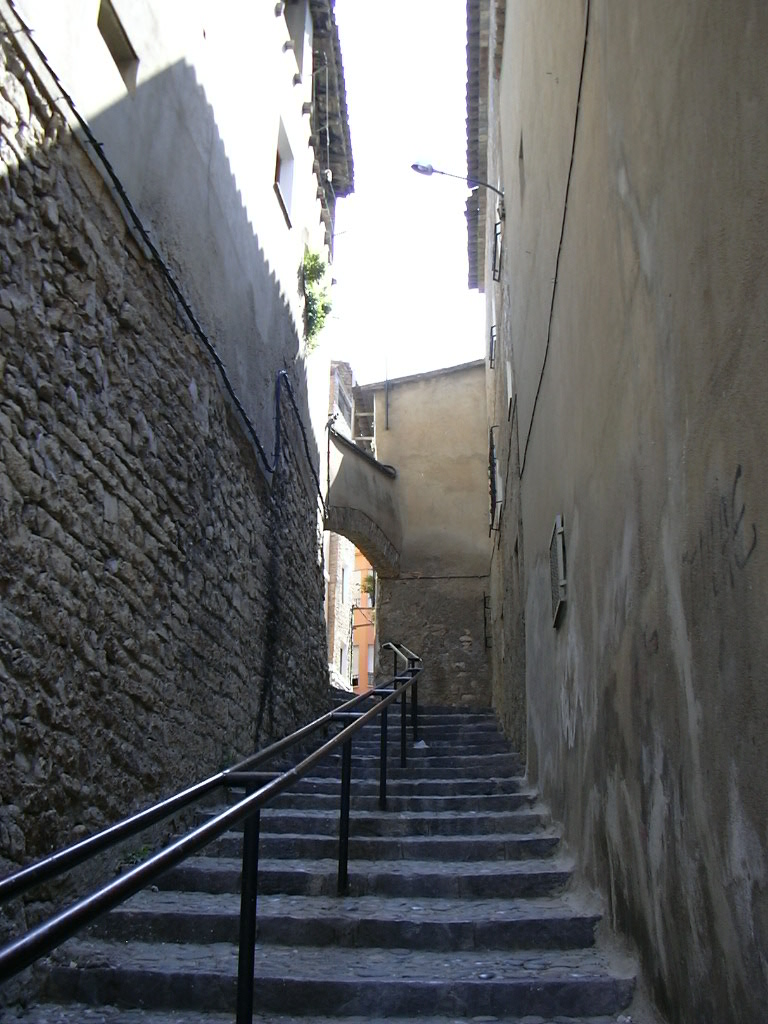
Entrada medieval de las murallas

Los musulmanes crearon en las tierras del valle una red de regadío que daba a la ciudad su huerta, su riqueza y su renombre. Citando a Kitab ar-Rawd al-Mitar, está situada Fraga sobre el río de los olivos (Nahr al Zaitun) y bien construida. Se halla provista de una fortaleza bien defendida e inaccesible y rodeada de numerosos jardines que no tienen comparación.
A partir de la caída del Califato de Córdoba en 1010, Fraga pasó a depender de Zaragoza, Lérida o Huesca, según la suerte del reino taifa de turno. Ya en el siglo XI, llegaron Sancho Ramírez y Pedro I a las cercanías de la ciudad. Monzón cayó en 1089 y Zaidín en 1092. A partir de ese momento, Fraga pasaría a ser zona fronteriza de resistencia contra los cristianos.
Los cronistas también alaban el castillo y las murallas, que unidas a la red de túneles que todavía se conservan bajo el casco histórico, convertía la ciudad en casi inconquistable. Tuvo ocasión de comprobarlo el 17 de julio de 1134 Alfonso I el Batallador, que moriría a causa de las heridas sufridas en la batalla de Fraga. Movió Alfonso I guerra a los reyes de Lérida y Fraga... Habiendo cobrado los moros gran soberbia. Y Abengania, rey de Lérida y el rey de Fraga, juntaron huestes con las cuales peleó el emperador Alfonso I (1133). La desgracia de Alfonso I fue que tropas de Córdoba (2000 jinetes), Valencia (500) y Lérida (200) se habían reunido tras las murallas de la ciudad para defenderla. Los caballeros musulmanes defensores arrollaron el campamento enemigo cuando la mayoría de los 12 000 caballeros cristianos se hallaban de permiso concedido por el rey tras el asedio a la ciudad. Solo diez caballeros cristianos salvarían la vida, entre ellos don García Ramírez, señor de Monzón y futuro rey de Navarra.
Fraga y Lérida caerán en manos cristianas el mismo día, el 24 de octubre de 1149. En el momento de la conquista, parece que Fraga era un distrito inferior del amal de Lérida, que pertenecía al reino taifa de Zaragoza. Por lo menos técnicamente, ya que Ibn Mardanis, el último gobernador musulmán de Afraga, había convertido la ciudad en un taifa independiente aprovechando disputas familiares entre Zaragoza y Lérida. Ibn Mardanis, llamado el rey Llop o Lop (lobo), contando con tan solo 25 años tuvo que negociar la rendición de la ciudad con Ramón Berenguer IV, conde de Barcelona y princeps del Reino de Aragón el 24 de octubre de 1149, consiguiendo un trato de favor para los musulmanes que quisieron quedarse, como el que pudieran regirse por sus propias leyes.

### ¿Aragonesa o catalana?
La pertenencia de la ciudad a Cataluña o Aragón en la Edad Media no está clara. Resulta difícil adscribir la ciudad a unos territorios que aún estaban en formación y no tenían su forma actual. Por ejemplo Ramón Berenguer IV se declaraba "Conde de Barcelona, Príncipe de Aragón, Duque de Lérida y Marqués de Tortosa" y decía "reinar en Zaragoza y en Aragón, en Sobrarbe y Ribagorza, en toda Barcelona, en Provenza y en Tortosa, junto con Zaragoza, Provenza y Calatayud". Tampoco facilita el asunto que los reyes modificaran la frontera varias veces durante sus reinados. Estas diferencias entre los conceptos de pertenencia medievales y los modernos y la falta de información e investigación exhaustiva llevan a diferentes autores a dar interpretaciones diversas.
Antonio Ubieto Arteta afirma en Historia de Aragón. La formación territorial que la incorporación inicial no fue ni a una ni a otra, sino al «patrimonio real»:
- Los testimonios ambivalentes para Fraga, Lérida y Tortosa son debidos a que los territorios no se conquistaron para ser incorporados ni a Aragón, ni a Cataluña, sino al «patrimonio real» del rey de Aragón, que se consideraba inseparable.
- Durante los siglos XI y XII, Fraga tendrá «tenencias», una institución claramente aragonesa, a pesar de que algunos tenentes pudieran ser catalanes.
- La afirmación de las cortes de Lérida (1214) y de Tortosa (1218) de que Cataluña llegaba hasta el Cinca, se refiere al límite meridional (entre Salses al norte y el Cinca al sur), es decir a la confluencia del Cinca y el Segre antes de afluir al Ebro.
- En 1248 se confirmó que el límite entre Aragón y Cataluña estaba en el Ebro entre Mequinenza y Tortosa.
- En 1243, la donación de las tierras entre el Cinca y el Segre que hace Jaime I a su hijo Pedro serían las tierras, es decir, que los bienes los cobrase el infante Pedro, pero la «potestad real» se mantenía en Alfonso, su primogénito, ya que esta era indivisible para territorios heredados. La interpretación hecha por las cortes de Barcelona ya no fue como en 1214, la desembocadura del Cinca, sino que se tomaba el cauce completo del Cinca. En 1245, Jaime I divide de nuevo Aragón y Cataluña con fronteras más concretas, incluyendo Fraga y Mequinenza en Cataluña, aunque existen numerosas incongruencias en el documento. En 1257 concede a su hijo Pedro de nuevo el gobierno de toda Cataluña desde Salses al Cinca, tomando el río como frontera.
- La teórica catalanidad de Fraga duró poco: en 1284 un noble fragatino aparece entre las tropas de la nobleza catalana; pero en 1289 el señor de Fraga aparece ya citado entre las poblaciones y señores aragonesas.
- Posteriormente hubo problemas entre la población y los señores, algunos catalanes, que pretendían imponer cada uno sus estatutos jurídicos: la población los aragoneses y los señores los catalanes.

Joaquín Salleras Clarió en Comarca del Bajo Cinca considera que Fraga se incorporó a Cataluña tras la reconquista:
- Cree que en las negociaciones entre Ramón Berenguer IV y Ramiro II el primero se reservó Fraga para sí y sus descendientes, entregando el señorío y gobierno de la villa al conde de Pallars Jussá Arnal Mir, vasallo suyo.
- Ramón Berenguer VI usó durante un tiempo el título de «príncipe de Fraga».
- En la Asamblea de la Fatarella, en 1173, Alfonso II de Aragón delimitó la frontera entre Cataluña y Aragón colocando la frontera en el Cinca, por lo que Fraga pasaría a ser catalana. Pedro II y Jaime I confirmarían este hecho.

La Gran Enciclopedia Aragonesa afirma que Fraga es aragonesa por lo menos desde 1244:
- En 1214 se considera que Cataluña llega hasta el Cinca.
- En 1244 se considera que Cataluña va «desde el Cinca hasta Salses». La excepción serían Monzón y Fraga, que permanecerían como aragonesas a pesar de estar en el lado izquierdo del río Cinca. Lérida, que había acudido a las Cortes aragonesas, quedaba así en Cataluña.
- Igualmente en 1244, se rechaza la pretensión aragonesa de hacer llegar Aragón hasta el Segre.
- En 1283 también se confirma la pertenencia a Aragón de la Ribagorza hasta la clamor de Almacellas.

La Enciclopedia Catalana considera que Fraga fue catalana con seguridad desde 1244 y probablemente hasta finales del siglo XV:
- La villa fue incorporada inmediatamente al obispado de Lérida.
- En 1255 Jaime I entrega Fraga a Guillermo de Montcada, por lo que la villa pasa a formar parte del Condado de Barcelona.
- En el testamento de Jaime I se divide Cataluña y Aragón entre sus dos hijos, fijando la frontera entre los dos territorios. Inicialmente estaría en el Segre (Lérida juró fidelidad al heredero de Aragón en las cortes de Daroca), sin embargo en las cortes de Barcelona de 1244 definiría Cataluña de «Salses al Cinca» a pesar de la oposición de los aragoneses que consideraban la Ribagorza, la margen derecha del Segre y Lérida, como territorio aragonés. Solo la parte del término de Fraga a la derecha del Cinca sería aragonesa (la villa se encuentra al lado izquierdo).
- Ximén Pérez de Salanova, Justicia de Aragón, afirma en 1311 explícitamente que Fraga pertenece a Cataluña.
- Como parte de la veguería de Lérida, Fraga perteneció al Principado de Cataluña hasta época de Fernando II de Aragón a finales del siglo XV, con lo que se incorpora definitivamente a Aragón.
- En 1707 los Decretos de Nueva Planta que Felipe V hizo para Aragón incorporaron Fraga en el corregimiento de Zaragoza.

Francisco Castillón Cortada en Fraga. La sultana del Cinca considera que Fraga fue aragonesa desde el principio:
- Tanto Fraga como Lérida no se incorporaron a Cataluña tras la reconquista, puesto que esta todavía no existía como tal ente político. La pertenencia a Ramón Berenguer IV y a Cataluña son conceptos diferentes que no se implican el uno al otro. Todavía en 1337, Pedro IV se dirige a la Pahería (Ayuntamiento) en Lérida con las siguientes palabras: aunque Lérida estaba en Cataluña, no pertenecía al condado de Barcelona.
- El problema se planteará por primera vez con Jaime I el Conquistador, que declara Mequinenza, Fraga y Monzón como catalanas. La división no se llevaría a cabo por la oposición de los nobles aragoneses. Así, mientras los nobles aragoneses pretendían extender sus tierras hasta el Segre, los catalanes pretendían extender las suyas hasta el Cinca.
- Jaime I el Conquistador le otorga el fuero de Huesca en 1240, por la que se rige durante la Edad Media. Los usos y costumbres y la moneda serán aragonesas.
- En el Atlas Catalán hecho por Cresques Abraham en 1375, el lugar aparece como aragonés.
- A finales del siglo XIII la villa no fue incorporada en el censo de población de Cataluña, por lo que parece que en la época se consideraba una ciudad aragonesa.
- Pedro IV de Aragón intentó de nuevo incorporar la ciudad a Cataluña, pero las protestas de fragatinos y aragoneses le llevaron a declarar en las Cortes Generales «...que certa cossa es, que la universitat de Fraga es poblada per privilegio a fur d'Aragó et de aquell observen en tempos esdevenidor, axi complidament com antigament han observat. Plau al Senyor Rey que los d'Arago ussen tota aquella possesió que han acostumbrat de ussar tro el día de huy et revoca totas quals se vol cosses feytes en contrari.»

E. Sarasa Sánchez afirma que «Jaime II había incluido en el reino [de Aragón la] Ribagorza, la Litera (hasta la denominada "clamor de Almacellas"), Fraga y el señorío de Albarracín.» en el Atlas de Historia de Aragón.
La cuestión ha vuelto a la actualidad en parte debido al nacionalismo catalán y el pancatalanismo, que pretende incluir la zona dentro de los Países Catalanes (Països Catalans) e incluso dentro de la propia Cataluña.

### Ciudad cristiana
La villa, tras la reconquista en manos de Arnal Mir, conde de Pallars Jussá, al igual que otras similares, se convertirá en un mosaico de culturas y religiones en la que judíos, musulmanes y cristianos convivirán con mayor o menor acierto.
Los judíos de Fraga pertenecieron a la colecta de Lérida hasta 1294, año en que pasaron a depender del conde de Montcada. Tras la muerte del Conde en 1328, se unieron a la colecta de Huesca para pagar sus impuestos reales.
Tras la conquista de Lérida, el obispado de Roda-Barbastro se traslada a Lérida, pasando a llamarse Lérida-Roda durante un tiempo. Así, todos los territorios que dependían del obispo de Roda, además de las nuevas conquistas como Fraga, pasan a depender eclesiásticamente de Lérida en 1149. La situación se mantuvo hasta 1995, en que las parroquias aragonesas pasan a depender también de diócesis aragonesas, en el caso de Fraga del obispado de Barbastro-Monzón. Este cambio ha llevado a una polémica por la entrega a los obispados correspondientesde las obras de arte de las parroquias aragonesas que se encuentran en el Museo Diocesano de Lérida.
Los templarios ocuparían el castillo y obtuvieron grandes haciendas en la zona.
Se celebraron en la iglesia de San Pedro dos veces Cortes Generales del Reino, en 1384 y 1460, una vez con presencia del rey Juan II. También se refugiaría en su castillo Leonor de Sicilia señora de la villa, durante su enfrentamiento con Pedro IV el Ceremonioso.
En 1391 Juan I de Aragón concede a la ciudad un mercado, que se instala en la calle Mayor.

### Historia moderna

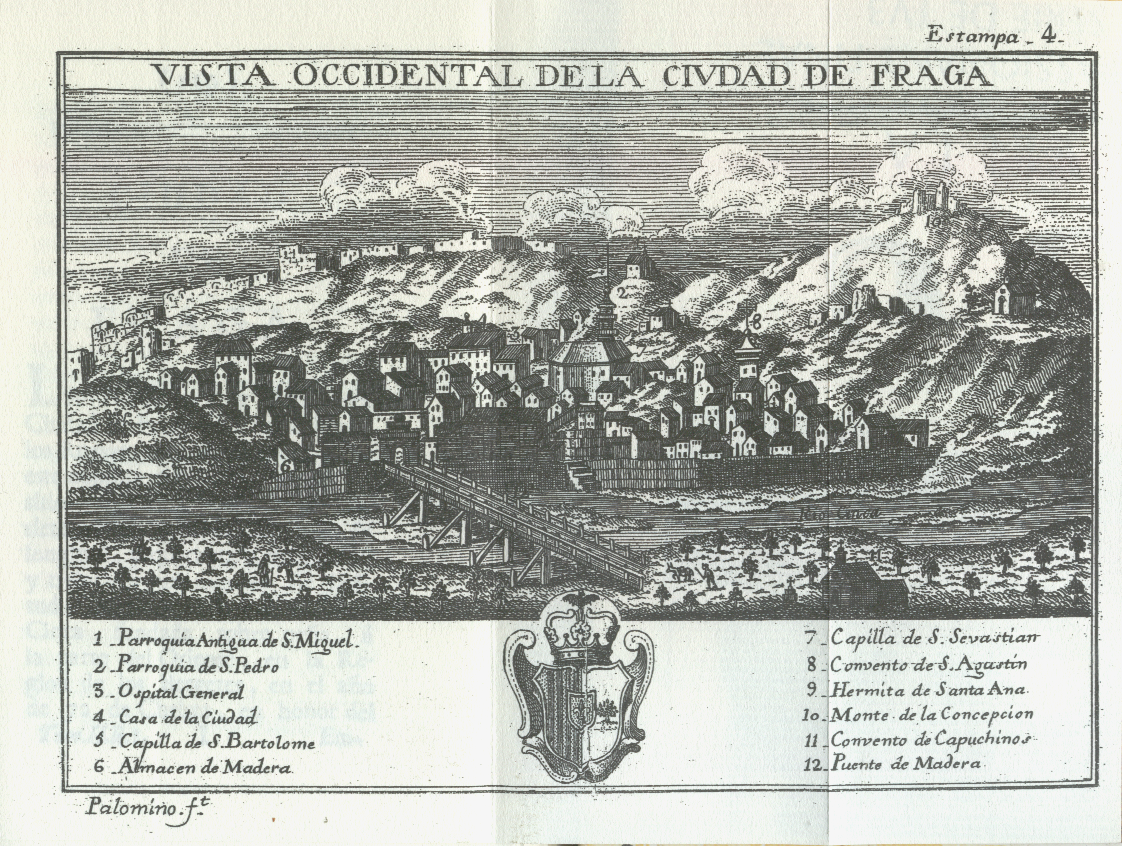
Vista de Fraga en 1779, con el escudo de la ciudad

La expulsión de los moriscos de 1610 tuvo un gran impacto en la economía fragatina. Durante 800 años los moriscos habían sido una parte muy importante de la población. La expulsión coincide con la llegada de los monjes trinitarios en 1550 y la Orden de San Agustín en 1615.
Felipe IV se asentó en la villa durante la Guerra de los Segadores. En esta ocasión lo acompañaría Velázquez, que pintaría dos cuadros durante la estancia: un retrato del rey (llamado Felipe IV de Fraga, Colección Frick de Nueva York) y un retrato de un enano de corte, Diego de Acedo, apodado El Primo. Dicho cuadro se identifica con dudas con el conservado en el Museo del Prado de Madrid.
Durante la Guerra de Sucesión Española la ciudad cambió de manos en diversas ocasiones, pero por permanecer siempre fiel al rey Felipe V recibió los títulos de "ciudad" (1709), "vencedora y fidelísima" (1710), además del privilegio de añadir la flor de lis al escudo. También le fueron concedidas dos ferias francas en 1710, el que no pudieran ser confiscados sus bienes a los vecinos de la ciudad sino por crimen de lesa majestad, robos y homicidios y voto en cortes con preferencia a las demás ciudades, excepto Zaragoza, Tarragona y Jaén.

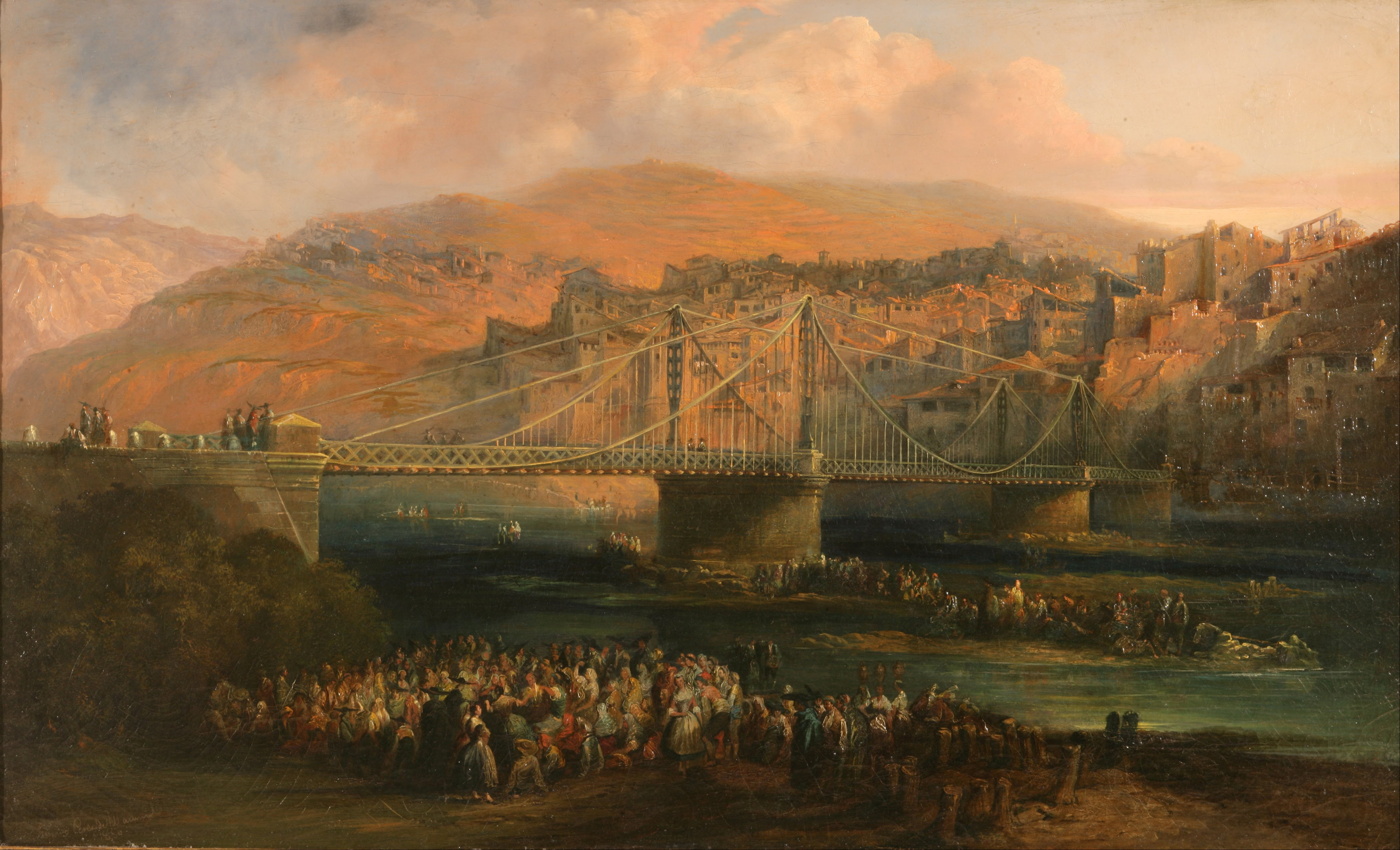
Vista de la ciudad de Fraga y su puente colgante, cuadro de Jenaro Pérez Villaamil (1850). El puente colgante fue inaugurado en 1847.

Fraga fue saqueada en diversas ocasiones, entre otras en 1642 durante la Guerra de los Segadores, en la Guerra de Sucesión, en la Guerra de la Independencia y durante la Guerra Civil. Durante la Guerra de Independencia, la ciudad fue ocupada por las tropas francesas; las tropas españolas volaron en mayo de 1810 el puente y las trincheras realizadas por los franceses. Entre 1845 y 1847 se construyó un puente colgante sobre el Cinca, que se hundiría parcialmente en 1852, falleciendo doce personas. Durante la guerra civil, bajo el gobierno de un comité de la CNT-FAI, se impuso un régimen de comunismo libertario en el que se colectivizaron todos los bienes, tierras y servicios y se abolió el dinero. En esa época también se fundó una Casa de los Ancianos para ancianos pobres y sin familia, muchos de los cuales se habían acercado a Fraga desde lugares cercanos.

## Economía
La actividad principal de la ciudad y la comarca circundante es la agricultura. Los terrenos del valle del Cinca (la "huerta") son desde antiguo de regadío, actualmente con plantaciones de árboles frutales (melocotón y manzana) y hortalizas (consumo propio). Fueron famosos los «higos de Fraga» y, aunque actualmente casi no se cultivan, Fraga sigue produciendo algunas especialidades propias de su célebre pan de higo. Las zonas altas (el "monte") tradicionalmente se dedican al cereal y las laderas al olivo y la almendra. En los últimos años se ha introducido el regadío en algunas de las zonas de "monte" con lo que se han introducido, entre otros, el cultivo de girasol. Posee una depuradora de lechos biológicos con un caudal de 4208 metros cúbicos por día.
Para promocionar el sector agrario de la ciudad, se creó mercoFraga, un mercado en origen cuyos objetivos son promover el libre intercambio entre productores e intermediarios, mejorar la transparencia del mercado y asegurar la calidad del producto.
La ganadería también está muy presente en la economía de la localidad, pues son numerosas las instalaciones porcinas, avícolas y vacunas. Existen dos empresas con cierta importancia dentro del sector ganadero dedicadas a la fabricación de piensos, integración de granjas y también producción de ganado porcino.
También es importante el sector servicios, que en las áreas de comercio, mecánica, banca, sanidad, hostelería, transportes, educación, etc., ocupa un tercio de la población activa. A destacar la discoteca Florida 135, que atrae a visitantes no solo de la comarca, sino también de Zaragoza y Barcelona.
Las industrias más importantes son la planta de Becton-Dickinson, donde se fabrican jeringuillas, otra de remolques cisterna y Precocinados Ángel Bosh de pollos y pavos rellenos, de especial salida durante la época navideña. Además existen algunas otras industrias, pero de menor calado.
Todos los años se realiza Merco Equip, una pequeña feria de muestras para la promoción de las actividades locales y comarcales.
En octubre de 2018, era único municipio aragonés con una población superior a 10 000 habitantes que conseguía el pleno empleo, es decir, una tasa de paro menor del 5 %. El sector de la agroalimentación, la progresiva y dinámica expansión de la Plataforma Logística de Fraga y la estratégica localización de la ciudad han sido tres aspectos esenciales para la consecución de estos datos.
Plataforma Logística de Fraga
Aragón cuenta con cuatro Plataformas Logísticas, tres de ellas, en sus capitales de provincia: Zaragoza, Huesca y Teruel, y una en Fraga, aprovechando la excelente comunicación con todo el cuadrante nordeste peninsular. Pl-Fraga situada a 5 km del casco urbano de Fraga, en una parcela de terreno paralela a la autovía A-2, de una anchura aproximada de 300 m y una longitud de 2600 m que supone una superficie total de 85 ha. Con una inversión de 50 millones de euros, financiada íntegramente por el Gobierno de Aragón, está previsto que Pl-Fraga se convierta en el principal centro de trabajo de la Comarca del Bajo Cinca con alrededor de 900 puestos de trabajo.
Con toda seguridad Pl-Fraga se pondrá en marcha una vez finalizada la rotonda que la conecta con la A-2 y con sus vías de servicio. Desde hace más de dos años se está llevando a cabo, por parte del Gobierno de Aragón, una importante campaña de promoción de la Plataforma de Fraga. A través de la marca Aragón Logística, se ha asistido a las principales ferias y salones nacionales e internaciones relacionados con la Logística.

## Evolución de la deuda viva municipal
El concepto de deuda viva contempla sólo las deudas con cajas y bancos relativas a créditos financieros, valores de renta fija y préstamos o créditos transferidos a terceros, excluyéndose, por tanto, la deuda comercial.
| Gráfica de evolución de la deuda viva del Ayuntamiento entre 2008 y 2023                        |
|                                                                                                 |
| Deuda viva del Ayuntamiento de Fraga, en miles de euros, según datos del Ministerio de Hacienda |

## Demografía
Fraga cuenta con una población de 15 390 habitantes (INE 2024).
| Gráfica de evolución demográfica de Fraga entre 1842 y 2021                                                         |
| |
| Población de derecho según los censos de población del INE Población de hecho según los censos de población del INE |

La población activa, con datos del 2002, era de 4929 contratados, de los cuales 3086 eran hombres y 1843 mujeres, 1208 autónomos y 251 agrarios. De entre los contratados, 1733 eran peones agropecuarios y 939 peones de la industria manufacturera, lo que da una idea de la importancia de la agricultura y la industria en el municipio. Las siguientes ocupaciones más contratadas son empleados de servicios (dependientes y restauración, 415), peón de construcción (243) y conductor de transporte (217).
El desempleo registrado en diciembre de 2002 era de 219 personas, 139 hombres y 83 mujeres. La mayoría de los parados se encontraba entre las edades de 25 y 40.
En el 2002, el intercambio de población se realiza mayoritariamente con Lérida: 303 personas residentes en la localidad trabajaban en Lérida y 328 residentes en Lérida trabajaban en Fraga. Tras Lérida, los lugares a los que se desplazan los fragatinos a trabajar con más frecuencia son las localidades de la comarca del Bajo Cinca y Zaragoza. En cuanto a la procedencia de los contratados en la localidad que se desplazan al municipio, aparte de Lérida, también son en su mayoría de la comarca y de Zaragoza.
En el año 2004, un 10,16 % de la población era de origen extranjero, es decir, 1325 habitantes de un total de 13 035. En 2002, había 1603 contratados extranjeros, de los cuales 574 eran marroquíes, 369 argelinos, 72 búlgaros, 67 senegaleses, 49 rumanos, 33 guineanos, 31 nigerianos, 27 de Malí, 27 lituanos, 26 ucranianos, 24 ecuatorianos y 23 mauritanos. El trabajo realizado por los extranjeros se concentra en la agricultura (1139 personas), donde realizan trabajos de peón agropecuario (1181 personas). Otras industrias que se benefician de la mano de obra extranjera son el comercio al por mayor (141 personas) y la construcción (85 personas).

## Administración y política

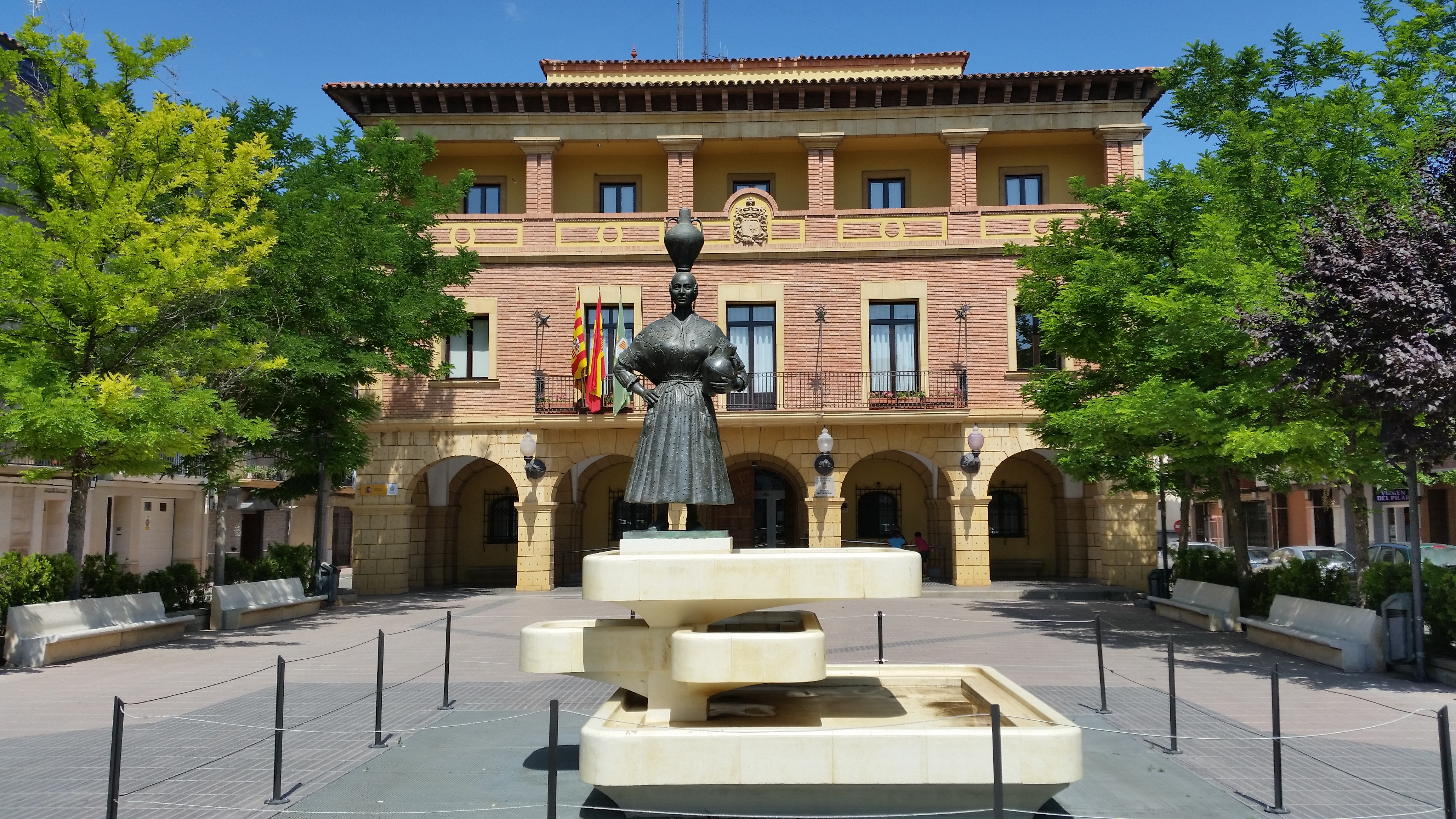
Ayuntamiento de Fraga

| Periodo   | Nombre                           | Partido | Partido                                            |
| --------- | -------------------------------- | ------- | -------------------------------------------------- |
| 1979-1992 | Francisco Beltrán Odrí           |         | Partido de los Socialistas de Aragón (PSOE-Aragón) |
| 1992-1995 | Agustín Vilar Cruellas           |         | Partido de los Socialistas de Aragón (PSOE-Aragón) |
| 1995-2007 | Vicente Juan Juesas              |         | Partido de los Socialistas de Aragón (PSOE-Aragón) |
| 2007-2011 | José Luis Moret Ramírez          |         | Partido Popular de Aragón (PP)                     |
| 2011-2015 | Santiago Miguel Escándil Solanes |         | Partido Popular de Aragón (PP)                     |
| 2015-2019 | Miguel Luis Lapeña Cregenzán     |         | Partido de los Socialistas de Aragón (PSOE-Aragón) |
| 2019-2022 | Carmen Costa Cerezuela           |         | Partido Popular de Aragón (PP)                     |
| 2022-2023 | Santiago Burgos Sorolla          |         | Partido Popular de Aragón (PP)                     |
| 2023-act. | José Ignacio Gramún Castillo     |         | Partido Popular de Aragón (PP)                     |

| Partido político    | Partido político                                   | 2003   | 2007   | 2011   | 2015   | 2019   | 2023   |
| Partido político    | Partido político                                   | Ediles | Ediles | Ediles | Ediles | Ediles | Ediles |
|                     | Partido Popular de Aragón (PP)                     | 6      | 7      | 8      | 6      | 8      | 10     |
|                     | Partido de los Socialistas de Aragón (PSOE-Aragón) | 9      | 8      | 7      | 7      | 4      | 4      |
|                     | Compromiso por Fraga                               | —      | —      | —      | 1      | 2      | 2      |
|                     | Vox                                                | —      | —      | —      | —      | —      | 1      |
|                     | Partido Aragonés (PAR)                             | 2      | 2      | 2      | 1      | 1      | —      |
|                     | Ciudadanos (CS)                                    | —      | —      | —      | 1      | 1      | —      |
|                     | Aragón Sí Puede                                    | —      | —      | —      | 1      | 1      | —      |
|                     | Chunta Aragonesista (CHA)                          | 0      | 0      | 0      | 0      | 0      | —      |
|                     | Cambiar Fraga                                      | —      | —      | —      | 0      | 0      | —      |
|                     | Convergència Democràtica de la Franja (CDF)        | —      | —      | 0      | —      | —      | —      |
|                     | Izquierda Unida (IU)                               | 0      | —      | 0      | —      | —      | —      |
|                     | Alternativa Cívica (ALCIVI)                        | —      | 0      | —      | —      | —      | —      |
| Total de concejales | Total de concejales                                | 17     | 17     | 17     | 17     | 17     | 17     |

## Símbolos

### Escudo
Antes de 1719 el escudo de Fraga consistía en una «planta verde con raíces y las cuatro barras» aragonesas. Este escudo aparece ya en monedas pugesas acuñadas en Fraga en 1334-1348 y en 1399, en el anverso una «planta con raíces» y en el reverso las cuatro barras. El nuevo escudo, vigente en la actualidad tiene su origen en 1710, con una serie de privilegios concedidos por el rey Felipe V tras la Guerra de sucesión española por servicios prestados por la entonces villa.
El escudo de la ciudad es el siguiente:

Partido. En el primer cuartel, Aragón (cuatro palos de gules sobre oro). En el segundo cuartel, de plata, un árbol desarraigado (olivo), de sinople. Brochante sobre el todo -superpuesto a los dos cuarteles y en su centro- un escusón de azur con una flor de lis de oro. Rodea el escudo una bordura de plata, con la leyenda: «VENCEDORA Y FIDELÍSIMA CIUDAD DE FRAGA». Timbra el escudo un murciélago y sobre él la corona real.
Página web del Ayuntamiento de Fraga; Redondo Veintemillas, Montaner Frutos y García López

### Bandera
De forma rectangular, lisa de color sinople (verde medio) con el Escudo de la Ciudad en el centro de la misma.
Página web del Ayuntamiento de Fraga

## Monumentos y lugares de interés

### Iglesia parroquial de San Pedro

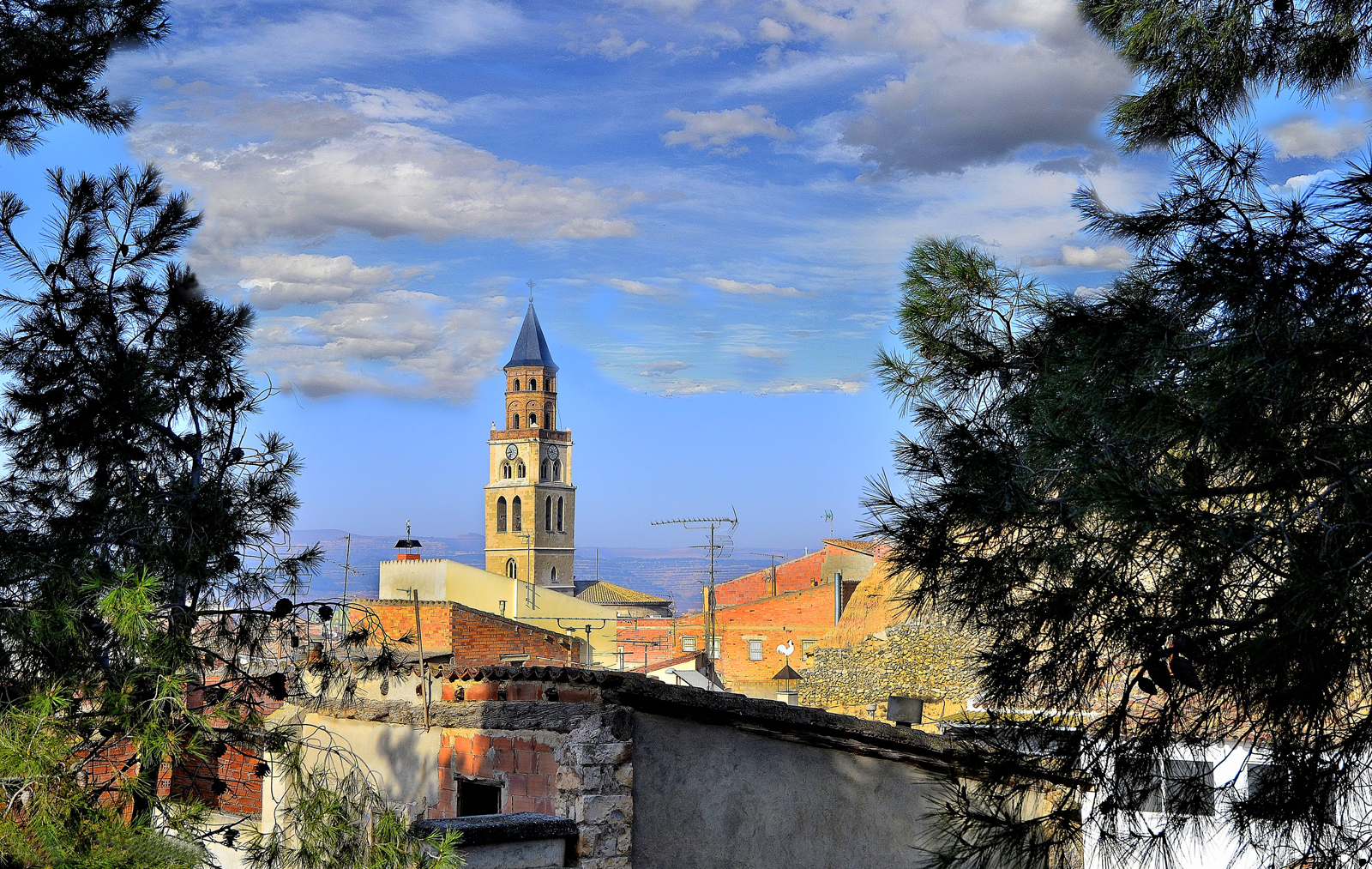
Iglesia parroquial de San Pedro

Es de origen visigótico y fue mezquita mayor en época árabe. Tras la reconquista, en el siglo XII, pasó a ser templo cristiano. Iglesia gótica de aire aragonés de una sola nave, conserva la portada con sus capiteles románicos, pero no el claustro, que estuvo situado frente a esta.

### Palacio Montcada
Originalmente fue un palacio árabe que se convirtió en residencia de los Montcada, señores de la ciudad. Más tarde pasó a llamarse Palacio del Gobernador y tener funciones de palacio real. Felipe IV se alojó aquí durante su estancia. También fue ayuntamiento y cárcel. Actualmente es biblioteca municipal y museo, en el que hay que destacar el cuadro Boda fragatina de Miguel Viladrich Vila que residió en la ciudad de 1920 hasta 1932.

### Castillo
El Castillo, ruina de la antigua iglesia de San Miguel, rehabilitado como sala de exposición e inaugurado en 2007 con una exposición monográfica sobre Miguel Viladrich Vila.

### Torre de los Frailes
La Torre de los Frailes o Torre dels Frares es una torre almenada de planta rectangular con algunas pequeñas ventanas. Se encuentra en la salida de Fraga la autopista AP2. Se cree que fue construida por los templarios hacia el siglo XIII reaprovechando elementos romanos y que defendería un pequeño asentamiento.

### Otros lugares de interés
En las cercanías:
- Villa Fortunatus, ver punto Historia: Origen y Antigüedad: Roma.
- Presa de Mequinenza, embalse de Mequinenza, conocido también como mar de Aragón. Actividades de pesca y deportes acuáticos.
- Museos de Mequinenza. Complejo museístico conformado por el Museo de la Mina, Museo de la Historia de Mequinenza y Museo del Pasado Prehistórico.
- Pueblo Viejo de Mequinenza, antiguo núcleo urbano inundado parcialmente por las aguas del río Ebro y derribado tras la construcción del embalse de Riba-roja.
- Castillo de Mequinenza, palacio-castillo del siglo XIV que domina la confluencia de los ríos Ebro, Segre y Cinca.
- Aiguabarreig Ebro-Segre-Cinca en Mequinenza, un paraje singular donde confluyen los tres ríos constituyendo una de las mayores confluencias fluviales de Europa y un lugar con una biodiversidad única.
- GR-99 - Camino Natural del Ebro en Mequinenza, que recorre el río Ebro de principio a fin a lo largo de la península y en esta etapa discurre siguiendo el milenario Camino de sirga.
- Ermita de San Salvador (Torrente de Cinca), con unas espectaculares del valle y del meandro del río Cinca.

## Cultura

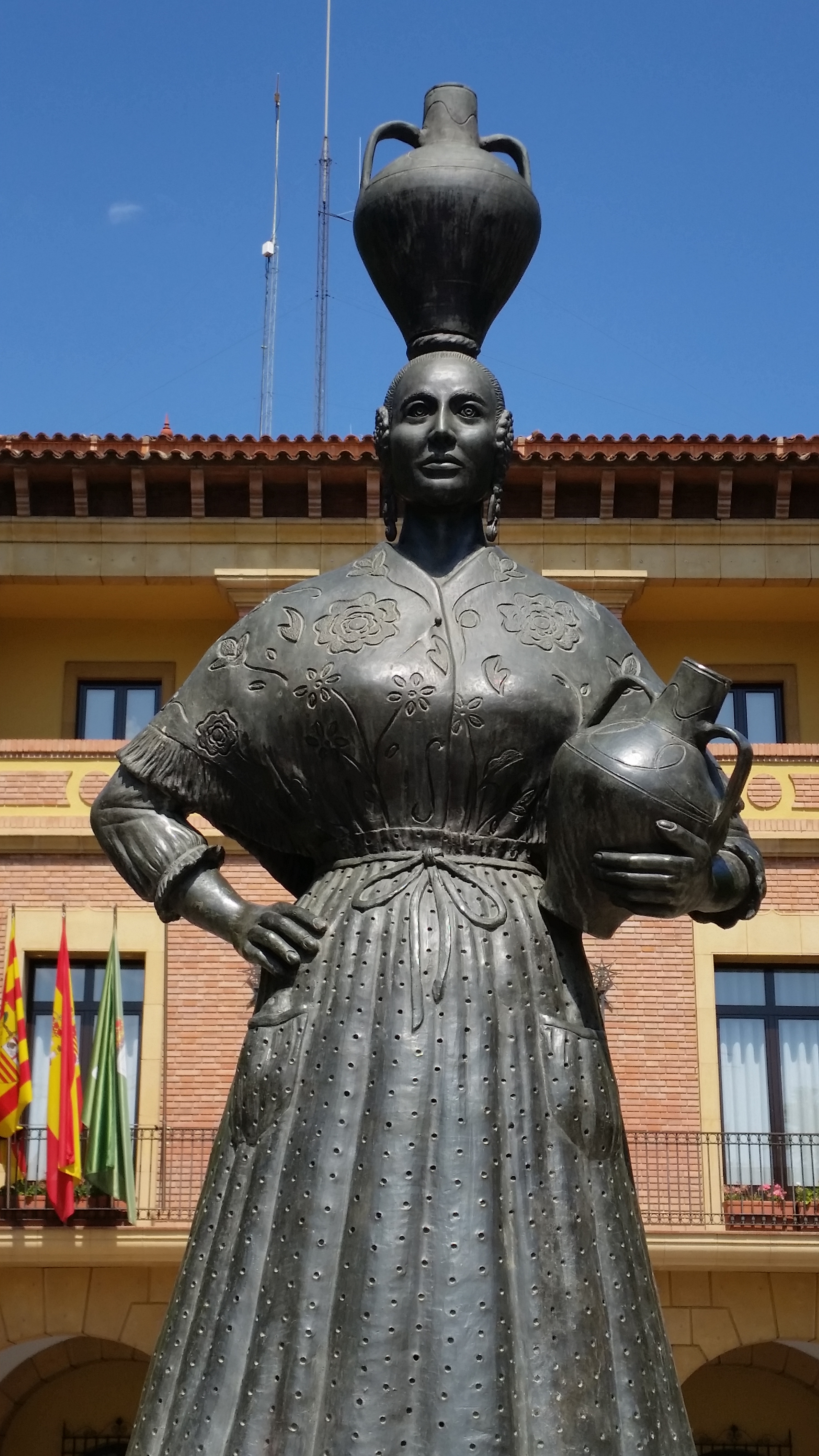
Monumento a la dona de faldetes

La Red de Bibliotecas Públicas Municipales de Fraga, consta de cuatro bibliotecas: la biblioteca central ubicada en el Palacio Montcada, Biblioteca Infantil Gianni Rodari, y las bibliotecas de los barrios de Litera y Miralsot. Está integrada en la Red de Bibliotecas de Aragón.
La ciudad está hermanada con Tarascon (Francia) y Catarina (Nicaragua). Posee una emisora de radio propia, Radio Fraga en la 107,7 FM. La radio, que es comercial, se puede escuchar en un radio de unos 35 km y es un pivote fundamental en la vida de la ciudad, puesto que es la principal fuente de información local. Emite en castellano y en catalán.
La discoteca Florida 135 ha atraído a Fraga diversos actos musicales entre los que hay que destacar la conocida Monegros Desert Festival una gigantesca rave party al aire libre. Desde 2004, la Diputación Provincial de Huesca organiza el Festival En la línea.

### Casa Museo Salvador Sabaté
Es un museo monográfico y biográfico sobre Salvador Sabaté, artista catalán afincado en Fraga de reconocido prestigio nacional e internacionalmente.
La Casa Museo Salvador Sabaté es un museo monográfico de larga trayectoria y tradición dentro del ámbito cultural de la ciudad de Fraga, que alberga en su interior la colección más completa sobre la obra del artista. Entre los mismos muros en los que el pintor leridano Salvador Sabaté (Maials, 1921-Fraga, 1984) habitó hasta su muerte, su familia ha instalado sus obras más relevantes, configurando una Casa Museo que abrió sus puertas el mes de abril de 2000.
El Museo cuenta con un conjunto importante de obras pictóricas, dibujos y esculturas de temática diversa; retratos, paisajes y vistas urbanas, naturalezas y obras simbólicas de carácter onírico configuran las líneas maestras en torno a las que gira toda su producción. Ésta se expone a lo largo de las estancias de la casa museo según afinidades temáticas y sentimentales, sin atenerse a una ordenación cronológica de la obra de un artista caracterizada por la variedad y la práctica simultánea de muy diferentes técnicas y estilos.

### Lafaldeta

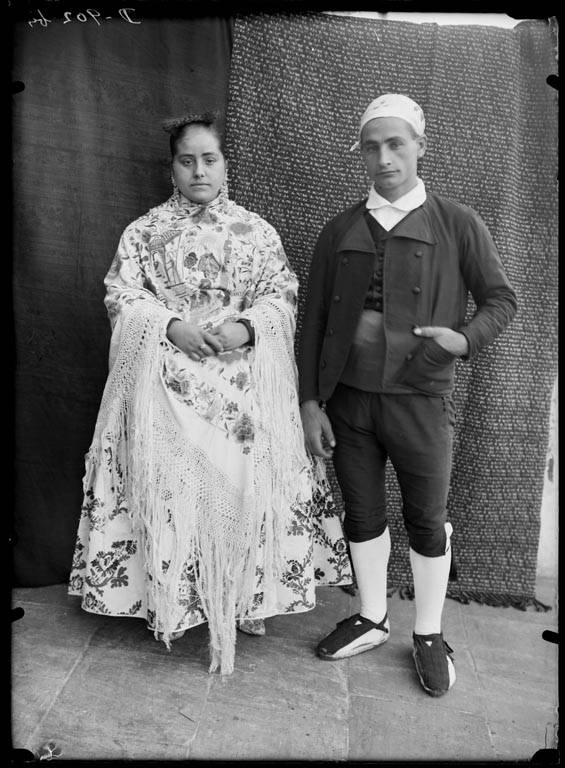
Pareja de novios en traje típico en (1907)

Muy característico es el traje típico de las mujeres: la faldeta. Frente al ayuntamiento se ha levantado un monumento a la dona de faldetes, realizado por los ceramistas Arellano, originarios de esta localidad. Representa a una mujer en traje típico con dos cántaros de agua, recordando la costumbre de bajar al Cinca para lavar la ropa y recoger agua para consumo doméstico.

### Lo fragatí
El fragatino, el habla local, es considerado un dialecto del catalán noroccidental, más concretamente del grupo ribagorzano, es decir, lo que se conoce como hablas de la Franja. Sin embargo, de forma parecida a lo que ocurre con la polémica del valenciano, también existen diferencias entre los hablantes sobre la pertenencia o no de la lengua al catalán. Estos últimos se dividen entre los que consideran el fragatino como un dialecto del aragonés o de transición entre el aragonés y el catalán, y los que creen que son hablas propias evolucionadas en la zona, conocidas popularmente como Chapurriau o aragonés oriental, desarrollado en una zona que en la actualidad se conoce oficialmente como Aragón oriental, desechando desde Aragón cualquier otro término foráneo.
Los hablantes de fragatino, independientemente de que lo consideren un dialecto del catalán o no, hacen una distinción entre los hablantes de català y los de fragatí (dialecto de Fraga), mequinensà (dialecto de Mequinenza), torrentí (dialecto de Torrente de Cinca), saidiné (dialecto de Zaidín), etc. Esto puede dar una idea de la particularidad del dialecto, si se tiene en cuenta que se considera que hablantes de localidades a menos de 10 km hablan "catalán". El hecho se explica habitualmente por ser un dialecto de "frontera", con fuertes influencias del castellano y del aragonés.
Hasta finales del siglo XX todavía vivían algunas mujeres de avanzada edad que solo hablaban fragatino. Actualmente los hablantes son bilingües en castellano, lengua en la que se recibe toda la educación primaria y secundaria. En la década de 1980 se introdujo la enseñanza del catalán en la educación secundaria.
La fonética del fragatino es muy similar a la del valenciano y del ribagorzano. Quintana (1989) y Veny (1993) mencionan que el fragatino posee 19 fonemas, mientras que el catalán central posee 24. También es de destacar la aparición de grupos consonánticos palatalizados, como cllau (en catalán estándar clau, llave), pllat (plat, plato) o plle (ple, lleno).

### Florida 135
El Florida 135 es un club emblemático de Fraga, Aragón y España en general, ya que se trata de la discoteca en activo más antigua del país, Además se trata de un negocio familiar, pues desde su fundación en 1942 por Juan Arnau Ibarz, ha permanecido en la familia Arnau hasta la actualidad, la misma que creó y dirige el Monegros Desert Festival en la vecina Candasnos y elrow en Viladecans. El Florida 135 es apodada como «la Catedral del techno».

### Gastronomía
En gastronomía, destaca el coc de Fraga, un postre hecho con una masa fina sobre la que se colocan rodajas de membrillo y trozos de nuez o almendra. Todo junto se cocina en un horno de panadería sobre una gran plancha de hierro.

### Fiestas
La principal asociación cultural de la ciudad es la Peña Fragatina, con secciones deportivas de baloncesto, de fútbol, de esquí y de golf. Muy importante también la sección de folclore, con la Rondalla Peña Fragatina, grupo que fue fundado en 1952 y que se incorporó a Peña Fragatina en 1979.
Su actividad se desarrolla principalmente durante las fiestas patronales de la Virgen del Pilar, que se celebran el 12 de octubre. Durante las llamadas Festes del Pilar la charanga de la Peña se encarga de animar los diversos actos que organiza. La Peña también posee una emisora de radio propia llamada Taller de Radio Peña, que se nutre del trabajo de voluntarios.
También se celebra el 23 de abril el Día de la faldeta (declarada en el 2003 Fiesta de Interés Turístico de Aragón) y el "Día de Aragón".
- Las hogueras de San Antonio. Se celebran durante la noche del 16 de enero en los diferentes barrios y calles de la ciudad.
- Carnaval. Los carnavales fragatinos se desarrollan durante los siete días anteriores al Miércoles de Ceniza. Los muñecos y las máscaras son los protagonistas de la fiesta. El sábado, la Cofradía de San Antonio celebra la ancestral rifa del tocino, al final de la cual se organizan animadas rúas y bailes de carnaval. El Miércoles de Ceniza se despide la fiesta con una merienda colectiva y la Crema de los Ninots.
- Día de la faldeta (23 de abril). Fiesta del Traje Típico Fragatino. Día de homenaje a Les Dones de Faldetes, mujeres mayores que aún siguen vistiendo el traje tradicional. Las personas más jóvenes, durante el día salen a la calle ataviadas con Mocadors (Mantones de Manila), Faldetes (Faldas típicas) y Balons (Traje Masculino). Sin lugar a dudas se trata de una oportunidad extraordinaria para conocer la riqueza en indumentaria tradicional que durante el año permanece guardada en los baúles de cada familia.
- San Isidro labrador (15 de mayo) patrón de los agricultores. El eje de la fiesta gira en torno a la celebración religiosa, el almuerzo campestre.
- Fiestas de la Magdalena en Miralsot (22 de julio) y fiestas de litera (tercera semana de septiembre)
- Fiestas patronales de los barrios de Miralsot y litera. Los animados programas de actos para todos los públicos y los almuerzos o meriendas colectivos dan lugar a una animada convivencia entre vecinos y visitantes.
- Monegros Desert Festival (julio). Festival de música electrónica que se celebraba anualmente en el desierto de los Monegros y al que cada año acudían artistas internacionales y miles de personas.

## Ciudades hermanadas
- Tarascon (Francia)[41]
- Castro-Urdiales (España)[cita requerida]